# Li Pingxiang
Li Pingxiang, född Huyang Jingyi troligen på 1880-talet, död efter 1906, var en kinesisk kurtisan. Hon var en av de fyra mest berömda kurtisanerna i Shanghai. 
Hon ska ursprungligen ha tillhört en överklassfamilj på landet. Hon gifte sig enligt familjens önskan i ett arrangerat äktenskap med Liu Ziren, men hade i hemlighet barndomsvännen Pan Qinguyan som älskare. En dag rymde hon hemifrån tillsammans med sin mor, som var änka, och sin älskare till Hangzhou. Modern skrev sedan till maken, talade om att hon var död och sände honom en tom likkista att begrava. 
Paret hade dock svårt att försörja sig själva och hennes mor, och 1901 bosatte de sig i Shanghai, där hon först hamnade på bordell, men sedan fick hjälp att bli en högstatuskurtisan. Hennes bildning och talanger som poet gjorde henne populär bland överklassmännen, hennes diktsamling Tianyunge shi blev känd i nöjeskretsar i Shanghai och hon ryktades enbart acceptera bildade kunder. En incident blev känd i hennes samtid, då både farfadern, fadern och sonen i en familj var hennes kunder samtidigt, och hur hon tvingades böja knä i deras bostad som botgöring, och försvarade sig med att hon inte kunde väntas undersöka vem hennes kunder var släkt med. 
När ett rykte om att en kund önskade ta henne som konkubin och avsluta hennes karriär uppkom, ska Pan Qinguyan ha underrättat hennes make om att hon levde och de två männen sedan gemensamt stämt henne på hennes förtjänst som kurtisan. Domaren ska dock ha känt medlidande med henne och avvisat deras krav, men förbjudit henne att arbeta som kurtisan.
Hon öppnade senare en ateljé i Shanghai och försörjde sig på sina målningar och kalligrafier, vilka var uppskattade i stadens konstkretsar. Hon gifte sig 1906 med ämbetsmannen Huang Xiubo. 